# Валдемар (Росток)
Валдемар фон Мекленбург-Росток (на немски: Waldemar von Mecklenburg-Rostock; * пр. 1241; † 9 ноември или 10 ноември 1282) от Дом Мекленбург, е княз на Мекленбург-Росток и сам господар на Росток (1266 – 1282).

## Биография
Той е вторият син на княз Хайнрих Бурвин III фон Мекленбург-Росток († 1277) и София Шведска († 1241), дъщеря на шведския крал Ерик X († 1216) и Рихца/Рихеза Датска († 1220).
По-големият му брат Йохан († 1266) е съ-регент на баща им от 1262 г. Баща му ослепява и дава през 1266 г. управлението на Валдемар.
Синовете му са до 1284 г. официално под регентството на майка им, управлението води фактически Йохан Молтке (1271/1309), трушесът и съветник на Валдемар.
Валдемар фон Мекленбург-Росток ослепява и умира на 9 ноември 1282 г. Погребан е в църквата в Бад Доберан.

## Фамилия
Валдемар фон Мекленбург-Росток се жени пр. 17 август 1272 г. за Агнес фон Холщайн-Кил († между 1 октомври 1286 /25 март 1287), дъщеря на граф Йохан I фон Холщайн-Кил († 20 1263) и Елизабет Саксонска († 1293/1306), дъщеря на херцог Албрехт I от Саксония († 1261) и Агнес от Тюрингия († 1247). Те имат децата:
- (Хайнрих) Борвин IV († пр. 1285)
- Николаус 'Детето' (* пр. 1262; † 25 ноември 1314), княз на Мекленбург-Росток, господар на Росток, женен 1299 г. за Маргарета Померанска († 1334)
- Йохан († пр. 1285)